# Гидроксид никеля(II)
Гидроксид никеля(II) — неорганическое соединение, гидроксид металла никеля с формулой Ni(OH)2, светло-зелёные кристаллы, не растворяется в воде, образует гидраты.

## Получение
- Действие концентрированных щелочей на раствор солей двухвалентного никеля:

{\displaystyle {\mathsf {NiSO_{4}+2NaOH\ {\xrightarrow {}}\ Ni(OH)_{2}\downarrow +Na_{2}SO_{4}}}}
{\displaystyle {\mathsf {NiCl_{2}+2NaOH\ {\xrightarrow {}}\ Ni(OH)_{2}\downarrow +2NaCl}}}

## Физические свойства
Гидроксид никеля(II) образует светло-зелёные кристаллы тригональной сингонии, пространственная группа P 3m1, параметры ячейки a = 0,3117 нм, c = 0,4595 нм, Z = 1.
Из раствора осаждается гидрат Ni(OH)2•n H2O из которого после сушки над серной кислотой выделяется соединение стехиометрического состава 3Ni(OH)2•2H2O.
Не растворяется в воде, р ПР = 13,80.

## Химические свойства
- При нагревании разлагается:

{\displaystyle {\mathsf {Ni(OH)_{2}\ {\xrightarrow {230-360^{o}C}}\ NiO+H_{2}O}}}
- Реагирует с кислотами:

{\displaystyle {\mathsf {Ni(OH)_{2}+2HCl\ {\xrightarrow {}}\ NiCl_{2}+2H_{2}O}}}
- Медленно реагирует с щелочами с образованием тетрагидроксоникелатов:

{\displaystyle {\mathsf {Ni(OH)_{2}+2NaOH\ {\xrightarrow {}}\ Na_{2}[Ni(OH)_{4}]\downarrow }}}
- С растворами аммиака образует комплексные аммины:

{\displaystyle {\mathsf {Ni(OH)_{2}+6(NH_{3}\cdot H_{2}O)\ {\xrightarrow {}}\ [Ni(NH_{3})_{6}](OH)_{2}+6H_{2}O}}}
{\displaystyle {\mathsf {Ni(OH)_{2}+4(NH_{3}\cdot H_{2}O)+2NH_{4}Cl\ {\xrightarrow {}}\ [Ni(NH_{3})_{6}]Cl_{2}+6H_{2}O}}}
- Является слабым восстановителем:

{\displaystyle 2Ni(OH)_{2}+Cl_{2}+2KOH=2Ni(OH)3+2KCl}